# Chest Rig

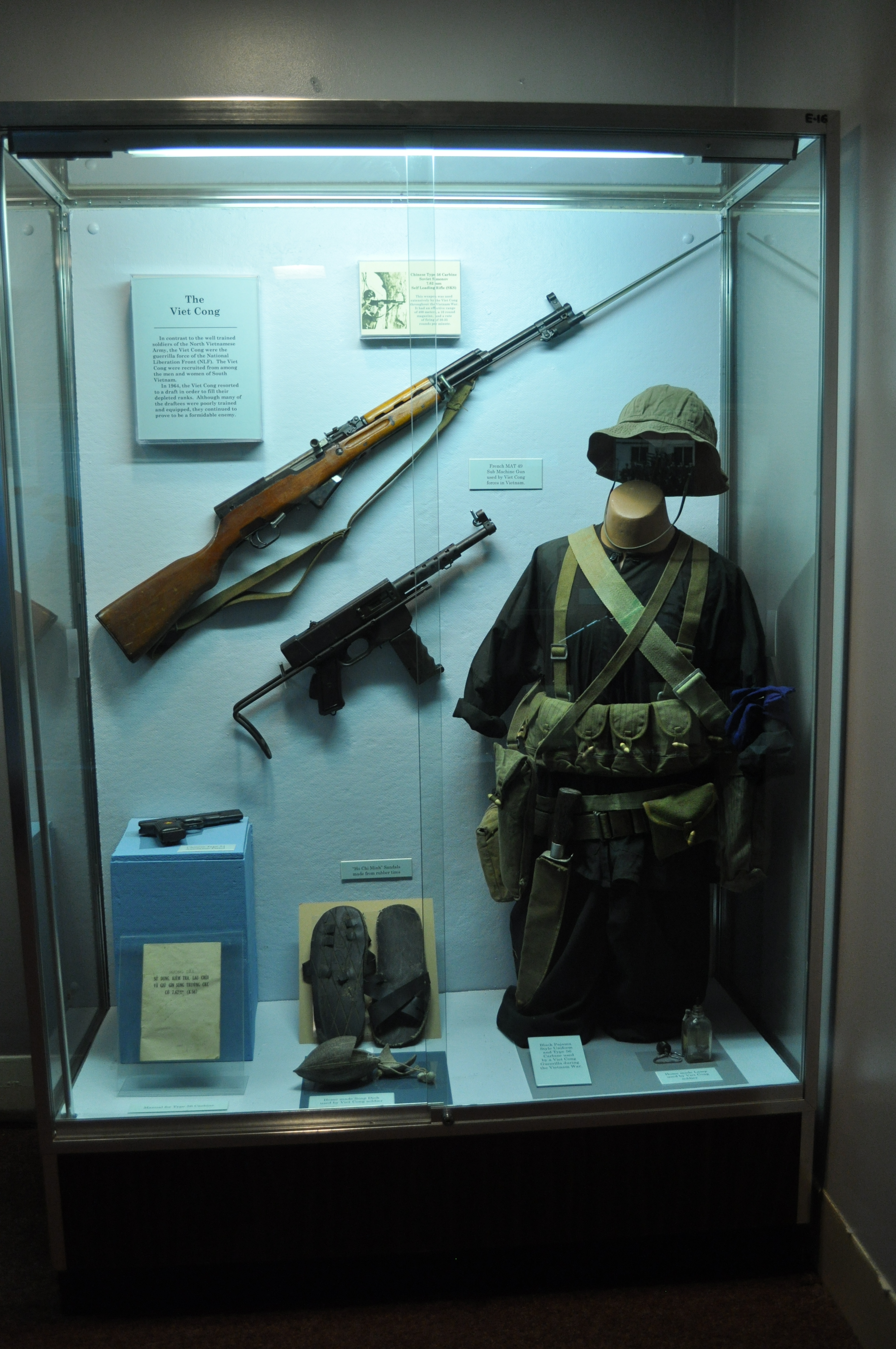
Wyposażenie żołnierza Vietcongu. Widoczna kamizelka Chest Rig

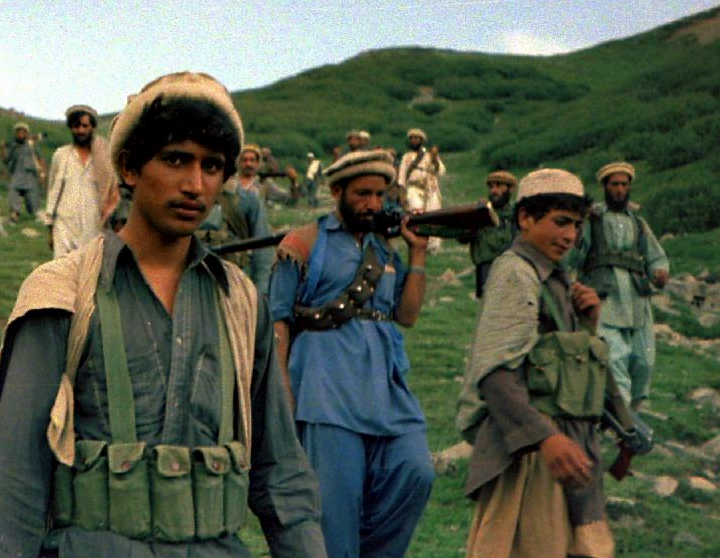
Mudżahedini wyposażeni w kamizelki Chest Rig

Chest Rig (panel piersiowy, chińczyk) – specyficzny typ kamizelki taktycznej. Po raz pierwszy stosowana przez żołnierzy chińskich.

## Historia
Chest Rig rozpowszechnił się podczas wojny w Wietnamie, gdzie był stosowany przez Vietcong, a także przez regularną armię północy. Produkcja była stosunkowo tania, a kamizelka pozwalała na wygodne przenoszenie najpotrzebniejszego wyposażenia: magazynków i granatów. Ponadto nie demaskowała sylwetki tak jak plecak. W latach 70. kamizelki typu chest rig były używane m.in. przez Rhodesian SAS. Przystosowane były do przenoszenia magazynków do karabinu FN FAL.
Kolejnym większym konfliktem, gdzie kamizelki Chest Rig pojawiły się masowo jest wojna afgańska. Były tam szeroko stosowane przez Mudżahedinów. Kamizelki zdobyte na poległych Talibach można było też spotkać u żołnierzy radzieckich. W wyniku tych doświadczeń w ZSRR powstała kamizelka lifchik (Typ 2). 
Kamizelka typu Chest Rig w maskowaniu DPM znalazła się także na wyposażeniu Brytyjskich Sił Zbrojnych. 
Obecnie kamizelki tego typu produkuje wiele firm cywilnych. W dobie systemu PALS, pojawiły się także kamizelki nieposiadające naszytych stałych kieszeni. Zamiast tego obszyte są taśmami PALS, do których można zamocować odpowiadające nam ładownice.

## Konstrukcja
Kamizelka składa się z jednego dużego panelu oraz szelek. Nosi się ją z przodu, na klatce piersiowej lub na brzuchu. W tradycyjnym Chest Rigu nie ma zakrytych pleców co zapewnia lepszą wentylację, a także dobre współgranie z plecakiem. Wszystkie kieszenie i ładownice umieszczone są na panelu.